# Bristol Belvedere
Bristol Belvedere eller är en stor transporthelikopter som började tillverkas av Bristol Aeroplane Company, senare del av Westland Helicopters, under slutet av 1950-talet. Den tjänstgjorde inom Royal Air Force 1961-1969.
Belvedere tillverkades endast i 26 exemplar.